# アークイラ・ダッローシャ
アークイラ・ダッローシャ(伊: Aquila d'Arroscia)は、イタリア共和国リグーリア州インペリア県にある、人口約150人の基礎自治体（コムーネ）。

## 名称
アークイラ・ディ・アッローシャ（Aquila di Arroscia）とも表記される。

## 地理

### 位置・広がり

#### 隣接コムーネ
隣接するコムーネは以下の通り。括弧内のCNはクーネオ県 、SVはサヴォーナ県所属を示す。
- アルト
- ボルゲット・ダッローシャ
- カプラーウナ (CN)
- ナジーノ (SV)
- オンツォ (SV)
- ランツォ

### 地震分類
イタリアの地震リスク階級 (it) では、3 に分類される
。

## 行政

### 分離集落
アークイラ・ダッローシャには、以下の分離集落（フラツィオーネ）がある。
- Affredore, Aira, Canto, Ferraia, Loga, Maglioreto, Montà, Mugno, Piazza (sede comunale), Salino